# Bill Hamid
Bilal "Bill" Hamid, född 25 november 1990, är en amerikansk fotbollsmålvakt som spelar för DC United. Han har även representerat USA:s landslag.

## Klubbkarriär
Hamid blev utsedd till "Årets målvakt i MLS" 2014.
Den 25 oktober 2017 värvades Hamid av danska FC Midtjylland, där han skrev på ett 4,5-årskontrakt med start från 1 januari 2018. Den 8 augusti 2018 lånades Hamid ut tillbaka till DC United på ett 1,5-årigt låneavtal. Den 9 december 2019 blev det en permanent övergång till DC United för Hamid.

## Landslagskarriär
Hamid debuterade för USA:s landslag den 21 januari 2012 i en 1–0-vinst över Venezuela.